# Kruisgewelf
Het kruisgewelf of kruisgraatgewelf is een gewelfvorm. Het kruisgewelf ontstaat als twee gelijke tongewelven elkaar haaks snijden. De ontstane diagonalen vormen dan een rug aan de onderzijde. Deze noemt men graten. Deze graten van een kruisgewelf vormen een diagonaalboog.

## Toelichting

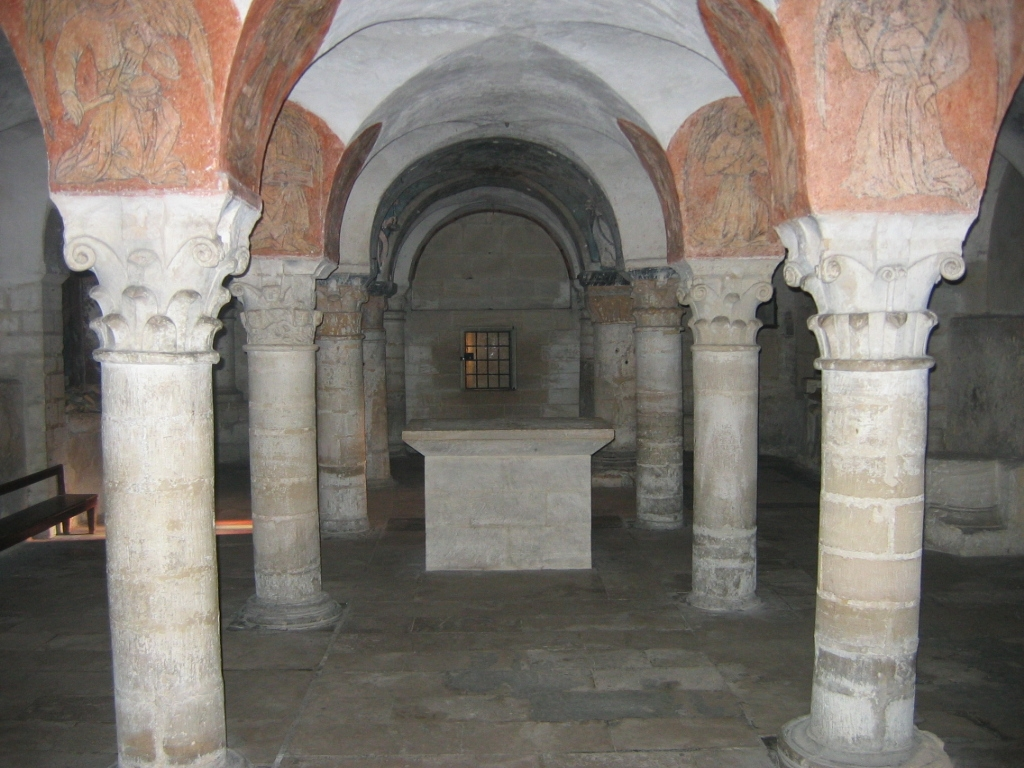
Voorbeeld van een kruisgewelf in de crypte onder de Kathedraal Notre-Dame te Bayeux

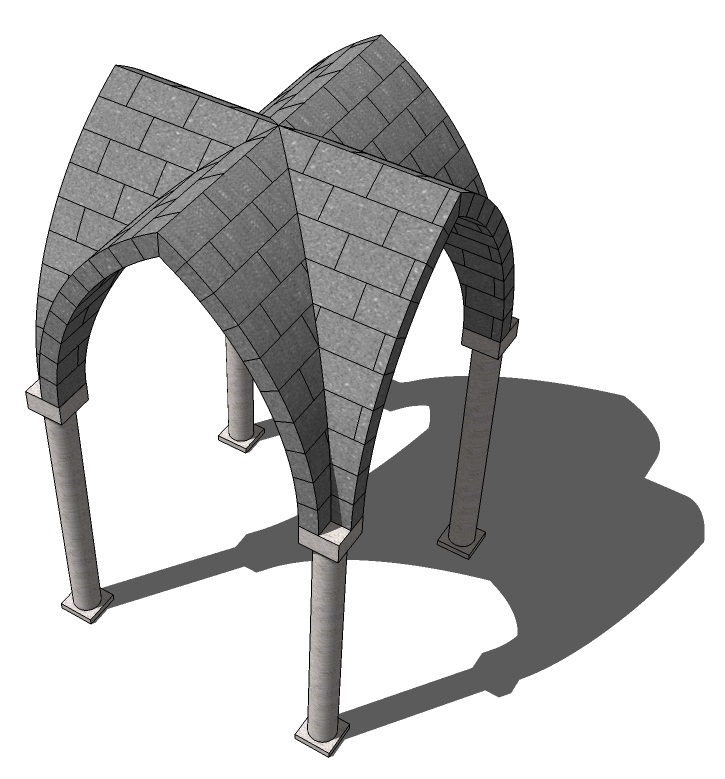
Schematisch bovenaanzicht van een kruisgewelf.

De lijnen van de twee halve cilinders treffen elkaar in het midden, zodat een kruisvorm ontstaat. De gewelfkappen zijn zelf de dragende elementen, in tegenstelling tot een kruisribgewelf, waar de ribben de dragende elementen zijn. Doordat de kappen tegen elkaar liggen, heffen zij de druk op en geleiden zij die naar een muur of pilaar.
Er bestaan ook kruisgewelven met ribben die nochtans geen kruisribgewelven zijn. Bij kruisgewelven werden soms ribben na de constructie van de gewelven aangebracht, dit ter decoratie of als extra ondersteuning.
- Gemeinsame Normdatei: 4165650-7